# Міністерство транспорту України
Міністе́рство тра́нспорту Украї́ни — колишній центральний орган виконавчої влади України. 14 липня 2004 року міністерство реорганізоване в Міністерство транспорту та зв'язку України.
Міністерство транспорту України здійснювало керівництво транспортно-дорожнім комплексом, відповідало за його розвиток, координувало роботу об'єднань, підприємств, установ та організацій автомобільного, авіаційного, залізничного, морського і річкового транспорту і дорожнього господарства, що входили у сферу його управління.
Керівником Міністерство транспорту був Міністр, якого призначала на посаду і звільняла Верховна Рада України.
Керівництво підприємствами транспорту і дорожнього господарства Міністерство транспорту та зв'язку України здійснювало через галузеві урядові органи управління.

## Основні завдання
Основними завданнями міністерства були: здійснення державного керування транспортним комплексом України; реалізація державної політики становлення і розвитку транспортно-дорожнього комплексу України для забезпечення своєчасного, повного і якісного задоволення потреб населення і суспільного виробництва в перевезеннях; забезпечення взаємодії і координації роботи автомобільного, авіаційного, залізничного, морського і річкового транспорту і дорожнього комплексу, здійснення заходів для створення єдиної транспортної системи України; створення рівних умов для розвитку господарської діяльності підприємств транспорту усіх форм власності; забезпечення входження транспортно-дорожнього комплексу України до європейської та світової транспортних систем на принципах Європейської транспортної політики.

## Будівля міністерства

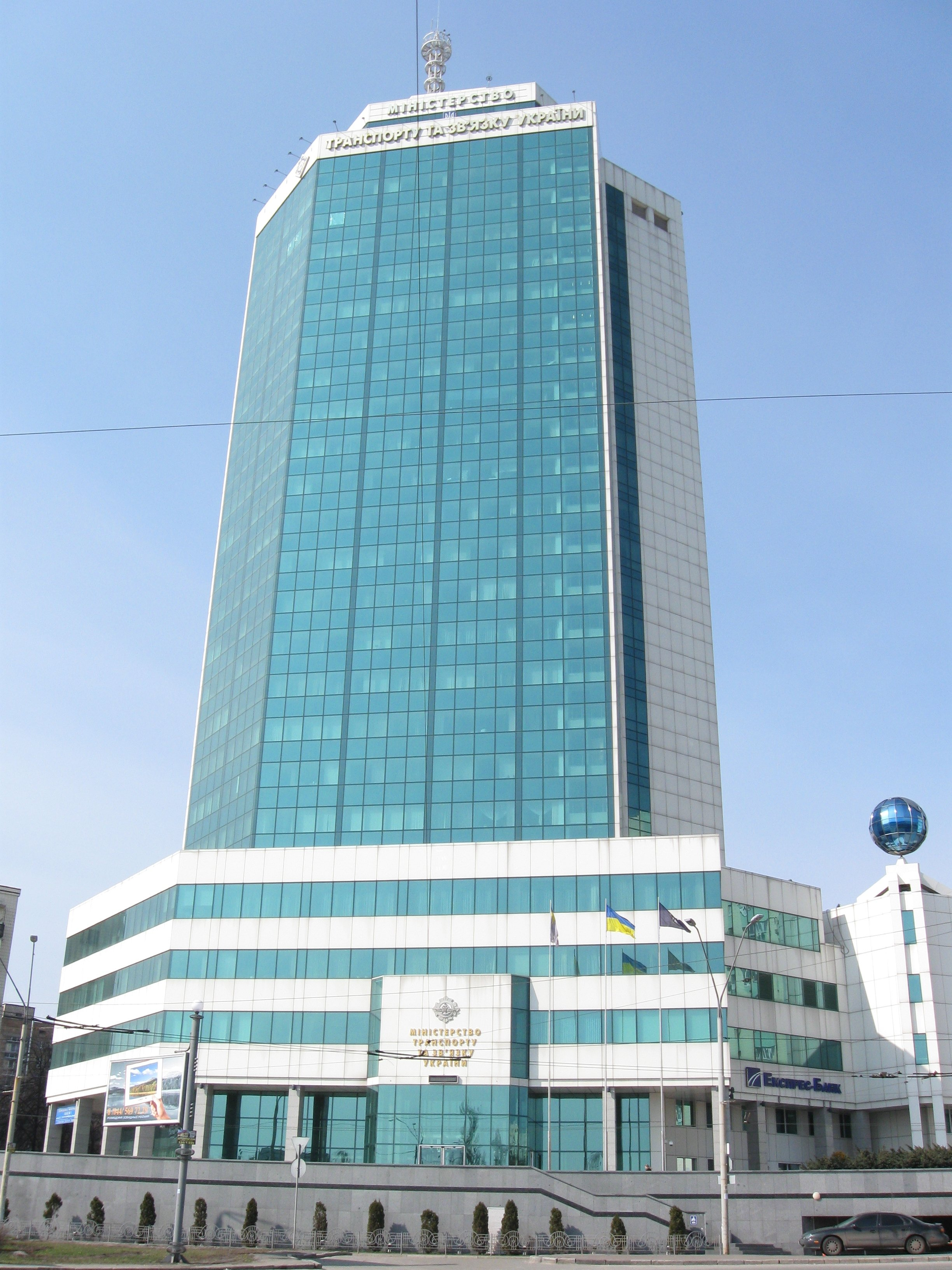
Будівля Міністерства транспорту України

Із грудня 2003 центральний апарат міністерства розташований у хмарочосі в Києві на проспекті Перемоги, 14.

## Структура Міністерства
- Державна служба автомобільних доріг

- Режимно-секретний сектор
- Сектор мобілізаційної роботи
- Управління аналітичного забезпечення роботи міністра та колегії (патронатна служба)
- Управління кадрів
- Департамент правового забезпечення
- Управління контролю та діловодства

Перший заступник міністра
- Державна спеціальна служба транспорту
- Департамент безпеки у галузі

Заступник міністра
- Департамент розвитку та координації систем транспорту та зв'язку
- Департамент зовнішньоекономічних зв'язків

Заступник міністра
- Державна адміністрація залізничного транспорту України
- Департамент залізничного транспорту
- Департамент державної власності

Заступник міністра
- Управління бухгалтерського обліку та звітності
- Департамент фінансового регулювання та соціально-економічної політики

Заступник міністра
- Управління забезпечення державної політики та стратегії розвитку автомобільного транспорту
- Відділ з питань підготовки транспорто-дорожньої галузі та сфери інформатизації до проведення ЄВРО-2012

Заступник міністра — голова Державної авіаційної адміністрації
- Державна авіаційна адміністрація

Заступник міністра — голова Державної адміністрації автомобільного транспорту
- Державна адміністрація автомобільного транспорту
- Головна державна інспекція на автомобільному транспорті

Заступник міністра — директор Державної адміністрації морського та річкового транспорту (Укрморрічфлоту)
- Державна адміністрація морського та річкового транспорту
- Контрольно-ревізійне управління

## Міністри
| № | Час повноважень                | Портрет | Ім'я                           |
| 1 | березень 1992 — липень 1994    |         | Климпуш Орест Дмитрович        |
| 2 | липень 1995 — травень 1997     |         | Данькевич Іван Петрович        |
| 3 | 23 травня 1997 — 17 липня 1997 |         | Круглов Микола Петрович        |
| 4 | 11 серпня 1997 — квітень 1998  |         | Череп Валерій Іванович         |
| 5 | 7 серпня 1998 — 5 жовтня 1999  |         | Данькевич Іван Петрович        |
| 6 | 1999 — травень 2001            |         | Костюченко Леонід Михайлович   |
| 7 | 9 червня 2001 — 30 квітня 2002 |         | Пустовойтенко Валерій Павлович |
| 8 | травень 2002 — 24 липня 2004   |         | Кірпа Георгій Миколайович      |